# 三省工業
株式会社SANSEI（さんせい）は、東京都新宿区に本社を置く化粧品容器等の総合企画・販売会社。2017年6月に社名を三省工業から株式会社から株式会社SANSEIに変更した。

## 概要
美容室の業務用容器や店頭容器の販売会社として創業。その後、基礎化粧品容器、トイレタリー容器、メイクアップ容器、海外容器、ノベルティ品、化粧箱、化粧用ポーチなどと取り扱い商品を拡大し、現在に至る。本社にボトルサンプル・ケース等のショールームを開設

## 参考
- 株式会社SANSEI

| スタブアイコン | サブスタブ | この項目は、まだ閲覧者の調べものの参照としては役立たない、企業に関連した書きかけの項目です。この項目を加筆・訂正などしてくださる協力者を求めています（PJ:経済）。 |